# Джефрі Форд
Джефрі Форд (англ. Jeffrey Ford, нар. 8 листопада 1955) — американський письменник-фантаст, пише у жанрі фентезі, наукова фантастика, містика.

## Біографія
Народився у містечку Вест-Ісліп у штаті Нью-Йорк. Закінчив Бінгемтонський університет. В університеті він познайомився з письменником Джоном Гарднером, що викладав та літератрне мистецтво. Гарднер опублікував кілька перших творів Джеффрі Форда у своєму журналі «MSS».
Живе у штаті Огайо. Викладає у Весліанському університеті. Також їздить з лекціями з літературого мистецтва по навчальних закладах США. Опублікував близько 130 оповідань у різних друкованих та електронних журналах. Володар численних літературних нагород у жанрі фентезі. Його твори перекладені 15 мовами.

### Романи
- 1988 рік — «Vanitas»;
- Трилогія «Ідеальне місто» (англ. The Well-Built City Trilogy):
  - 1997 рік — «Фізіогноміка» (англ. The Physiognomy);
  - 1999 рік — «Меморанда» (Memoranda);
  - 2001 рік — «За межею» або «Ззовні» (англ. The Beyond);
- 2002 рік — «Портрет місіс Шарбук» (англ. The Portrait of Mrs. Charbuque);
- 2005 рік — «Дівчинка у склі» (англ. The Girl in the Glass);
- 2008 рік — «Темний рік» (англ. The Shadow Year).

### Збірники
- 2002 рік — «Секретар письменника та інші історії» (The Fantasy Writer's Assistant and Other Stories)[5];
- 2006 рік — «Імперія морозива» (The Empire of Ice Cream)[6].
- 2008 рік — «Утоплене життя» (The Drowned Life)

### Розповіді
- 2001 рік — «Секретар письменника» (The Fantasy Writer's Assistant).
- 2001 рік — «Мальтусіанські зомбі» (Malthusian's Zombie).
- 2001 рік — «The Honeyed Knot».
- 2002 рік — «Створення» (Creation)
- 2002 рік — «Зелене слово» (The Green Word).
- 2002 рік — «Something by the Sea»;
- 2002 рік — «Вага слів» (The Weight of Words).
- 2003 рік — «The Beautiful Gelreesh»
- 2003 рік — «Імперія морозива» (The Empire of Ice Cream)
- 2003 рік — «The Trentino Kid».
- 2004 рік — «Вечір у тропіках» (A Night in the Tropics).
- 2005 рік — «Людина світла» (A Man of Light).
- 2007 рік — «Сонний вітер» (The Dreaming Wind).

## Нагороди
- 1998 рік — « Всесвітня премія фентезі» в номінації «Роман» (Novel) за «Фізіогноміка» (1997 рік).
- 2003 рік — «Всесвітня премія фентезі» в номінації «Коротка форма» (Short Fiction) за «Створення» (2002 рік).
- 2003 рік — «Всесвітня премія фентезі» в номінації «Збірка» (Collection) за «The Fantasy Writer's Assistant and Other Stories» (2002 рік).
- 2003 рік — Премія «Х'юго» в номінації «Коротка повість» (Novellette) за «Імперія морозива» (2003 рік).
- 2004 рік — Премія The Fountain Award за оповідання «The Annals of Eelin-Ok» (2004 рік)[7].
- 2005 рік — Премія Едгара Алана По, в номінації «Best Paperback Original» за «The Girl in the Glass» 2005 року.
- 2005 рік — Велика премія уявного (англ. Grand Prix de l'Imaginaire) в номінації "Найкращий іноземний твір, за «Exo-Skeleton Town» 2005 року.
- 2007 рік — « Всесвітня премія фентезі» в номінації «Повість» (Novella) за «Місто-латка» (2006 рік).
- 2008 рік — Премія «Х'юго» в номінації «Оповідання» (Short Story) за «Сонний вітер» (2007 рік).